# Нуркен
Нуркен (каз. Нүркен, до 1963/84 Жамши ) — село в Актогайском районе Карагандинской области Казахстана. Административный центр Нуркенского сельского округа. Код КАТО — 353655100.

## Население
В 1999 году население села составляло 796 человек (420 мужчин и 376 женщин). По данным переписи 2009 года, в селе проживало 414 человек (208 мужчин и 206 женщин).